# 柳瀬春次郎
柳瀬 春次郎（やなせ はるじろう、1852年2月20日（嘉永5年2月1日）- 1910年（明治43年）5月28日）は、明治期の実業家、政治家。衆議院議員。

## 経歴
伊予国越智郡今治村風早（愛媛県越智郡今治村、今治町を経て現今治市）で生れた。京都同志社で学んだ。
帝国議会前に愛媛県政界が活発になるとこれに加わり、当初は改進派として活動したが、長屋忠明の勧めで大同派に転じた。1894年（明治27年）3月、第3回衆議院議員総選挙（愛媛県第2区、自由党）で当選し、衆議院議員に1期在任。同年9月の第4回総選挙では村上芳太郎に敗れて落選し、政界を引退した。
その後、実業界で活躍し、伊予本木取締役、伊予晒粉監査役、伊予興業合資会社業務担当社員などを務め、柳瀬商行を設立して社長に就任した。

## 国政選挙歴
- 第2回衆議院議員総選挙（愛媛県第2区、1892年2月、自由党）次点落選[4]
- 第3回衆議院議員総選挙（愛媛県第2区、1894年3月、自由党）当選[4]
- 第4回衆議院議員総選挙（愛媛県第2区、1894年9月、自由党）次点落選[5]